# Magneux (Marne)
Magneux és un municipi francès, situat al departament del Marne i a la regió del Gran Est. L'any 2007 tenia 222 habitants.

## Demografia

### Població
El 2007 la població de fet de Magneux era de 222 persones. Hi havia 78 famílies, de les quals 11 eren unipersonals (4 homes vivint sols i 7 dones vivint soles), 25 parelles sense fills i 42 parelles amb fills.
La població ha evolucionat segons el següent gràfic:
Habitants censats

### Habitatges
El 2007 hi havia 85 habitatges, 77 eren l'habitatge principal de la família, 2 eren segones residències i 7 estaven desocupats. Tots els 85 habitatges eren cases. Dels 77 habitatges principals, 67 estaven ocupats pels seus propietaris, 9 estaven llogats i ocupats pels llogaters i 1 estava cedit a títol gratuït; 1 tenia dues cambres, 7 en tenien tres, 11 en tenien quatre i 57 en tenien cinc o més. 59 habitatges disposaven pel capbaix d'una plaça de pàrquing. A 27 habitatges hi havia un automòbil i a 46 n'hi havia dos o més.

### Piràmide de població
La piràmide de població per edats i sexe el 2009 era:
| Homes | Edats   | Dones |
| ----- | ------- | ----- |
| 0     | 95 o +  | 0     |
| 0     | 90 a 94 | 0     |
| 0     | 85 a 89 | 0     |
| 4     | 80 a 84 | 0     |
| 4     | 75 a 79 | 4     |
| 4     | 70 a 74 | 8     |
| 0     | 65 a 69 | 8     |
| 0     | 60 a 64 | 4     |
| 4     | 55 a 59 | 4     |
| 16    | 50 a 54 | 4     |
| 8     | 45 a 49 | 16    |
| 12    | 40 a 44 | 0     |
| 4     | 35 a 39 | 4     |
| 8     | 30 a 34 | 8     |
| 8     | 25 a 29 | 4     |
| 8     | 20 a 24 | 0     |
| 12    | 15 a 19 | 8     |
| 0     | 10 a 14 | 8     |
| 0     | 5 a 9   | 12    |
| 4     | 0 a 4   | 0     |

## Economia
El 2007 la població en edat de treballar era de 149 persones, 122 eren actives i 27 eren inactives. De les 122 persones actives 115 estaven ocupades (59 homes i 56 dones) i 6 estaven aturades (2 homes i 4 dones). De les 27 persones inactives 11 estaven jubilades, 9 estaven estudiant i 7 estaven classificades com a «altres inactius».

### Ingressos
El 2009 a Magneux hi havia 86 unitats fiscals que integraven 255 persones, la mediana anual d'ingressos fiscals per persona era de 20.827 €.

### Activitats econòmiques
Dels 4 establiments que hi havia el 2007, 3 eren d'empreses de construcció i 1 d'una empresa de comerç i reparació d'automòbils.
Dels 2 establiments de servei als particulars que hi havia el 2009, 1 era una lampisteria i 1 electricista.
Els 2 establiments comercials que hi havia el 2009 eren floristeries.

## Poblacions més properes
El següent diagrama mostra les poblacions més properes.